# Оли Јокинен
Оли Јокинен (фин. Olli Jokinen; 5. децембар 1978, Куопио, Финска) професионални је фински хокејаш на леду који игра на позицији централног нападача.
Тренутно игра за америчку екипу Нешвил Предаторса у Националној хокејашкој лиги (од сезоне 2014/15). 
Након НХЛ драфта 1997. на којем га је одабрала екипа Лос Анђелес Кингса као 3. пика у првој рунди, играо је за више НХЛ тимова, укључујући поред Кингса и Њујорк Ајландерсе, Флорида Пантерсе, Финикс Којотсе, Калгари Флејмсе, Њујоршке Ренџере и Винипег Џетсе. Током 2012. одиграо је своју хиљадиту утакмицу у НХЛ лиги. 
Са сениорском репрезентацијом Финске освојио је три олимпијске (сребро 2006. и бронзе 2010. и 2014), те 6 медаља на светским првенствима (по три сребра и бронзе). 

## Каријера
Јокинен је играчку каријеру започео у хокејашком клубу КалПа у Финској, у којем је у почетку играо за млађе селекције, док је у сениорској конкуренцији у СМ-лиги дебитовао у сезони 1995/96. током које је одиграо укупно 15 утакмица за први тим, уз учинак од по једног гола и асистенције. Већ наредне сезоне прелази у редове елитног лигаша из Хелсинкија, клуба ХИФК, где се изборио за место стандардног првотимца. Током сезоне 1996/97. у ХИФК-у је одиграо укупно 50 утакмица уз статистички учинак од 41 поена (од чега је 14 голова), а уједно био је и најмлађи играч у клубу у сезони (18 година). По окончању сезоне проглашен је за најбољег дебитанта у лиги. 
Већ током лета 1997. учествује на улазном драфту НХЛ лиге на којем га је као трећег пика у првој рунди одабрала екипа Лос Анђелес Кингса, а у НХЛ лиги дебитовао је већ наредне сезоне у утакмици против Питсбург Пенгвинса играној 1. октобра 1997. године. Међутим, како није успео да се докаже у новом клубу, пошто је у првих 8 одиграних утакмица за Кингсе остао без статистичког учинка, враћен је у Финску, у редове ХИФК-а где је окончао ту сезону. За ХИФК је током те сезоне одиграо укупно 30 утакмица, уз учинак од 39 поена (уз још 9 поена у 9 утакмица плеј-оф серије) и освојио титулу националног првака. Такође је добио и лична признања за најефикаснијег играча како лигашког, тако и плеј-оф дела сезоне.
Сезону 1998/99. започиње у редовима АХЛ лигаша Спрингфилд Фалконса, филијали Кингса, екипи за коју је у првих 9 утакмица сезоне остварио учинак од 9 поена, што је била најбоља препорука за његов повратак у Кингсе. Први поен у НХЛ лиги постигао је у утакмици против Блуза играној 5. новембра 1998, а 5 дана касније остварио је и први погодак у утакмици против Флејмса. Захваљујући доста добрим играма у том периоду проглашен је за најбољег дебитанта за месец новембар (8 поена у 11 утакмица), док је сезону завршио са 66 одиграних утакмица и 21 поеном. Помало неочекивано, екипа Кингса га је у јуну 1999. трејдовала у Њујорк Ајландерсе за које је одиграо тек једну сезону (82 утакмице и 21 поен).
У јуну 2000. прелази у редове Флорида Пантерса.
Након две доста бледе почетне сезоне у Пантерсима, Јокинен током сезоне 2002/03. игра свој најбољи хокеј у дотадашњој НХЛ каријери и поменуту сезону окончава као најбољи играч тима са укупно 36 голова и 29 асистенција (65 поена), док је нешто раније играо и на Ол-стар мечу. На почетку сезоне 2003/04. као капитен Пантерса био је прави вођа свог тима са укупно 58 поена. У утакмици против Сејберса играној 10. марта 2004. постигао је свој 200. поен у професионалној каријери.
Како је сезона 2004/05. у НХЛ лиги отказана због штрајка играча (локаут), Јокинен је то време провео играјући у Европи за екипе Клотен флајерса (Швајцарска А лига), Седертеље (СХЛ лига) и фински ХИФК. По повратку у НХЛ у наредној сезони поставио је три нова лична рекорда: по броју поена у сезони (89 поена од чега 38 голова), 19. новембра одиграо је своју 500. НХЛ утакмицу (против Ајландерса), док је на утакмици против Пенгвинса играној 25. новембра остварио свој први хет-трик. И током наредне две сезоне био је један од водећих играча Пантерса, а лични статистички рекорд поправио је током сезоне 2006/07. са учинком од 91 поена (39 голова и 52 асистенције). 
Током утакмице са Сејберсима игране 10. фебруара 2008. Јокинен је након једног прекршаја пао на лед и на њега је налетео његов саиграч Словак Рихард Зедник који се том приликом тешко повредио. Наиме Зедник је налатео на Јокиненову клизаљку и том приликом оштрица клизаљке је пресекла Зедникову каротидну артерију и он је био у животно угрожен. Јокинен је тај догађај касније описивао као најтрауматичније искуство у свом животу.
Након укупно 7 сезона, 188 постигнутих голова и 231 асистенције, Јокинен у лето 2008. напушта тим са Флориде и прелази у редове Финикс Којотса, као део договора о размени играча између два клуба.
И сезона у Којотима (сезона 2008/09) започела је добро за Јокинена пошто је у првој 21. утакмици постигао 18 поена. Међутим због повреде рамена зарађене током новембра 2008. Јокинен је био принуђен на двонедељну паузу и на тај начин је прекинуо низ од укупно 397 одиграних утакмица у низу за клубове у којима је играо. Почетком марта 2009. прелази у редове Калгари Флејмса у чијем дресу је и окончао ту сезону. Управо те сезоне је по први пут у каријери, након 10 година проведених у НХЛ лиги заиграо у доигравању за Стенли куп (одиграо укупно 6 утакмица). Због доста слабијих наступа у дресу Флејмса током првог дела сезоне 2009/10. трејдован је у њујоршке Ренџерсе у којима је окончао ту сезону.
По окончању сезоне 2009/10. Јокинен као слободни играч одлучује да се врати у редове Флејмса са којима потписује двогодшњи уговор вредан 6 милиона америчких долара. Сезону 2010/11. заврашава са укупно 57 поена (17 голова).
Утакмица против Предаторса, одиграна 1. јануара 2012. била је Јокиненов 1.000. меч у НХЛ каријери.
По окончању уговора са Флејмсима прелази у редове још једног канадског НХЛ лигаша, Винипег Џетса, са којима 2. јула 2012. потписује двогодишњи уговор вредан 9 милиона адолара. У утакмици против Девилса играној 13. октобра 2013. постигао је своју 400. асистенцију и 700. поен у каријери.
У јулу 2014. потписује једногодишњи уговор са Нешвил Предаторсима вредан 2,5 милиона долара.

### Репрезентативна каријера
Дебитантски наступ за националну селекцију Јокинен је имао на европском првенству за играче до 18 година 1996, а већ наредне године играо је за репрезентацију до 20 година на светском првенству. 
Године 1997. дебитовао је и за сениорску репрезентацију за коју је на СП у Финској на 6 утакмица постигао 5 голова.
Током 1998. наступао је и за сениорску и за репрезентацију до 20 година на светским првенствима, где је освојио златну медаљу на првенству за младе, односно сребро на сениорском светском првенству. На том првенству за играче до 20 година уврштен је у идеалну поставу првенства на позицији најбољег централног нападача.
Дебитантски наступ на Зимским олимпијским играма имао је у Солт Лејку 2002. где је на 4 одигране утакмице остварио два поготка. Био је деолом националног тима и на наредна три олимпијска турнира, на којима је успео да освојио једну сребрну и две бронзане олимпијске медаље.